# 2017CCTV体坛风云人物评选
2017CCTV体坛风云人物评选，是中国中央电视台为表彰2017年度中国体育人物而举办的评奖活动。2017年11月27日在正式启动。初评工作将于12月5日启动，提名奖揭晓仪式于12月19日举行。
2017CCTV体坛风云人物年度评选，在多方面进行改进和提升。一是首次在初评阶段启用电子投票系统，便于广大评委参与。二是扩大评委团至500人，三是坚持“体育的力量”这一主题，并以“运动改变者”为年度关键词。

## 组织机构
- 主办：中央电视台
- 承办：中央电视台体育频道
- 协办：中视体育、央视网

## 提名名单
按现场颁奖顺序先后排列
     为最终获奖者
| 奖项               | 姓名                             | 项目                                               | 开、颁奖嘉宾 |
| ------------------ | -------------------------------- | -------------------------------------------------- | ------------ |
| 最佳新人           | 李冰洁                           | 游泳                                               |              |
| 最佳新人           | 史梦瑶                           | 射击                                               |              |
| 最佳新人           | 吴易昺                           | 网球                                               |              |
| 最佳新人           | 杨涵玉                           | 排球                                               |              |
| 最佳新人           | 邹敬园                           | 体操                                               |              |
| 最佳非奥项目运动员 | 丁俊晖                           | 台球                                               |              |
| 最佳非奥项目运动员 | 丁立人                           | 国际象棋                                           |              |
| 最佳非奥项目运动员 | 柯洁                             | 围棋                                               |              |
| 最佳非奥项目运动员 | 林荷琴                           | 综合格斗                                           |              |
| 最佳非奥项目运动员 | 罗静                             | 登山                                               |              |
| 残疾人体育精神奖   | 褚贝贝                           | 越野滑雪                                           |              |
| 残疾人体育精神奖   | 葛根夫                           | 乒乓球                                             |              |
| 残疾人体育精神奖   | 米娜                             | 田径                                               |              |
| 残疾人体育精神奖   | 孙奇                             | 单板滑雪                                           |              |
| 残疾人体育精神奖   | 徐京坤                           | 帆船                                               |              |
| 最佳组合           | 丁宁/刘诗雯                      | 乒乓球                                             |              |
| 最佳组合           | 范可新/郭奕含/林悦/臧一泽/曲春雨 | 短道速滑                                           |              |
| 最佳组合           | 隋文静/韩聪                      | 花样滑冰                                           |              |
| 最佳组合           | 中国田径男子4x100米接力组合      | 田径                                               |              |
| 最佳组合           | 中国田径女子4x100米接力组合      | 田径                                               |              |
| 大众体育精神奖     | 范钦刚                           | 四川省宜宾市筠连县蒿坝镇中心校语文教师、校女篮教练 |              |
| 大众体育精神奖     | 顾大我                           | 宁夏铁人三项以及长跑爱好者                         |              |
| 大众体育精神奖     | 关艳云                           | 速滑基层体校教练                                   |              |
| 大众体育精神奖     | 居来提·买买提                    | 新疆维吾尔自治区老年足球队教练                     |              |
| 大众体育精神奖     | 汪强                             | 曾患先天性脑瘫的职业拳击手                         |              |
| 年度突破奖         | 冯珊珊                           | 高尔夫                                             |              |
| 年度突破奖         | 巩立姣                           | 田径                                               |              |
| 年度突破奖         | 徐嘉余                           | 游泳                                               |              |
| 年度突破奖         | 中国花样游泳队                   | 花样游泳                                           |              |
| 年度突破奖         | 中国田径女子4x100米接力组合      | 田径                                               |              |
| 最佳女运动员       | 丁宁                             | 乒乓球                                             |              |
| 最佳女运动员       | 范可新                           | 短道速滑                                           |              |
| 最佳女运动员       | 冯珊珊                           | 高尔夫                                             |              |
| 最佳女运动员       | 巩立姣                           | 田径                                               |              |
| 最佳女运动员       | 朱婷                             | 排球                                               |              |
| 最佳教练           | 郎平                             | 排球（中国女子排球队教练）                         |              |
| 最佳教练           | 李琰                             | 短道速滑（中国短道速滑队教练）                     |              |
| 最佳教练           | 汪洁                             | 花样游泳（中国花样游泳队教练）                     |              |
| 最佳教练           | 徐国义                           | 游泳（中国游泳队教练）                             |              |
| 最佳教练           | 赵宏博                           | 花样滑冰（中国花样滑冰队教练）                     |              |
| 最佳男运动员       | 柯洁                             | 围棋                                               |              |
| 最佳男运动员       | 苏炳添                           | 田径                                               |              |
| 最佳男运动员       | 孙杨                             | 游泳                                               |              |
| 最佳男运动员       | 谢震业                           | 田径                                               |              |
| 最佳男运动员       | 徐嘉余                           | 游泳                                               |              |
| 最佳团队           | 中国蹦床队                       | 蹦床                                               |              |
| 最佳团队           | 中国花样游泳队                   | 花样游泳                                           |              |
| 最佳团队           | 中国女子排球队                   | 排球                                               |              |
| 最佳团队           | 中国体操队                       | 体操                                               |              |
| 最佳团队           | 中国跳水队                       | 跳水                                               |              |

## 奖项停摆
奖项原定于2018年1月20日进行总评投票，并于当晚在北京五棵松体育馆举行颁奖盛典，全部奖项将在现场揭晓，中央电视台体育频道将进行全程直播，CCTV5手机客户端、央视网也将同步直播颁奖盛况。中国中央电视台综合频道、中国中央电视台综合频道港澳版、中国中央电视台财经频道、中国中央电视台中文国际频道亦录像播出。但至今未有举办，疑因体育总局和央视的一些分歧而停摆。